# LABYRINTH II
『LABYRINTH II』（ラビリンス ツー）は、1991年にリリースされた来生たかおの企画アルバム（CT〈規格品番：KTTR-1127〉／CD〈規格品番：KTCR-1127〉）である。

## 概要
※原則的に、来生たかおは“来生”に省略、来生えつこは“来生えつこ”と表記。
提供曲のカヴァーで構成された、歌手デビュー15周年記念の1枚でもあり、来生は、一般的にはポピュラーではない楽曲も多く地味な印象であるが遜色はないと自負している。選曲は、来生えつこの意向も鑑みつつ、来生自身が選んだ楽曲の中から、さらに歌いたいものを決めていったという。また、ファンレターに書かれたリクエストも参考にしており、H2Oに提供した「僕等のダイアリー」や、薬師丸ひろ子に提供した「語りつぐ愛に」をバラード調にしたもの、オリジナル・アルバム未収録の楽曲「時よ ゆっくり」（第13弾オリジナル・シングル「疑惑」のB面に収録）も収録候補に挙がっていた。
編曲にはポール・モーリア楽団の若手アーティストを起用している。来生は、自身の楽曲には生のストリングスが合い、前企画アルバム『LABYRINTH』と同様、爽やかさや郷愁を有すると語っている。
提供曲のカヴァーで構成した初めての企画アルバム『Visitor』に続く第3弾ということで、関係者の間では『VISITOR 3』とも呼ばれていた。

## 復刻盤
2007年3月21日：オリジナルアルバム・企画アルバムを集めた21枚組CD-BOX『来生たかお大全集』（ユニバーサルミュージック／規格品番：UPCY-6355/75）にオリジナル版を収録（規格品番：UPCY-6375）。

## パッケージの体裁

### アルバムタイトル
※初出のジャケット表記“LABYRINTH”以外のもの
ケースの側面部
- CT：？

帯
- オリジナル版CD：“ラビリンス II”

なお、各種ディスコグラフィーによっても表記は片仮名やアルファベットになっている。

### ディスクジャケット
- オリジナル版CD：ジュエルケースにブックレットを挿入
- 2007年版CD：ジュエルケースにオリジナル版CDのものを基調としたブックレットを挿入

### 帯のコピー
- オリジナル版CD：小堺一機、市川染五郎、平井菜水、髙橋真梨子、雪村いづみ、桑江知子、中森明菜、倉橋ルイ子、伊東ゆかり、ギルバート・オサリバンに提供した名曲たちが甦ります。フランス録音

## 収録曲
CT版（CD版は省略）
※各曲の収録時間はCDに準拠

### SIDE 1
1. With（4：17）
作詞：来生えつこ ／ 作曲：来生たかお ／ 編曲：Gilles GAMBUS
  - 1986年8月21日、小堺一機のシングル曲としてリリースされ、同日リリースのアルバム『The Nextdoor Boy』にも収められている。小堺がパーソナリティーを務めたTBSラジオ『小堺一機のサタデーウィズ』および関根勤とのコンビで務めた同局の各番組（『コサキンDEワァオ!』等）のエンディングテーマとして使用され、小堺の舞台『小堺クンのおすましでSHOW』でも定番曲となっている。また、小堺はアルバム『With』（1990年5月21日リリース）、『20 FAVORITE SONGS』（2005年8月19日リリース）でセルフカヴァーも行っている。
  - 元々、来生えつこが、ライヴ活動を始めた小堺に“カヴァー曲だけでなくオリジナル曲も歌いたいでしょう”と提案したことがきっかけで、歌詞の内容は当時の小堺の恋愛体験を元にしている[4]。
2. ひと月ののち（3：33）
作詞：来生えつこ ／ 作曲：来生たかお ／ 編曲：Bernard ARCADIO
  - 市川染五郎（松本幸四郎）のアルバム『FEELING IN』（1978年12月20日リリース）に収録されている。
  - コール・ポーターの「夜の静けさ」（In The Still Of The Night）をヒントに作った楽曲で、来生は自分でも歌ってみたかったという。また、市川を加山雄三、荒木一郎と並ぶシンガーソングライターの先駆的人物として捉えており、楽曲提供の依頼があった時は光栄に感じたと回顧している[5]。
3. めざめ（4：12）
作詞：西田佐知子 ／ 作曲：来生たかお ／ 編曲：Gilles GAMBUS
  - 第26弾オリジナルシングル「出会えてよかった」（1991年10月25日リリース）のカップリング曲にもなっている。
  - 1990年4月21日、平井菜水がデビューシングル曲としてリリースし、日本テレビ系『知ってるつもり?!』の初代エンディングテーマとして使用された。
  - 楽曲提供の依頼は、平井のプロデュース及び作詞を担当した西田本人から直接、来生の元へ電話があったという。「夢の途中」が好きで同曲のイメージで書いて欲しいという西田の熱意に押され、二つ返事で承諾したが、その希望にかない曲作りはスムーズに進んだという[5]。
4. すべて霧の中（3：55）
作詞：来生えつこ ／ 作曲：来生たかお ／ 編曲：Bernard ARCADIO
  - 髙橋真梨子のアルバム『Sunny Afternoon』（1980年2月21日リリース）に収録されており、歌詞・メロディー・歌唱、全てが渾然一体となった佳曲として業界内でも評判が高いという[6]。
  - 12ビートのロックバラードで、後半部の4小節を切れ目なく一息で歌う箇所は、ギルバート・オサリバンの「Nothing Rhymed」をヒントにしており、来生は自作品中でも異彩を放つ楽曲であると述べている[5]。
5. いとしい あした（4：32）
作詞：来生えつこ ／ 作曲：来生たかお ／ 編曲：Gilles GAMBUS
  - 1983年3月、雪村いづみが「いとしいあした-あふれる愛に-」のタイトルでリリースしたシングル曲で、テレビドラマの主題歌として使用された。ドラマが悲劇的なテーマを扱った作品だったため、来生は逆に救いのある前向きな愛の歌として作ったと語っている[5]。

### SIDE 2
1. 鏡の向こう側（4：35）
作詞：来生えつこ ／ 作曲：来生たかお ／ 編曲：Gilles GAMBUS
  - 桑江知子のアルバム『Born Free 野性に生まれて』（1979年5月25日リリース）に収録されている。
  - 来生は、同時期に作った自作品の中でも完成度が高く、本アルバムに収録出来たことを嬉しく思ったと述べている[5]。
2. まぶしい二人で（3：16）
作詞：来生えつこ ／ 作曲：来生たかお ／ 編曲：Gilles GAMBUS
  - 中森明菜のアルバム『ANNIVERSARY』（1984年5月1日リリース）に収録されている。中森に提供した楽曲はマイナー調のものが多かったが、本曲はメジャー調のバラードで、来生自身も気に入っているという[5]。
3. 罪な雨（3：37）
作詞：来生えつこ ／ 作曲：来生たかお ／ 編曲：Gilles GAMBUS
  - 来生えつこ自身の実体験を元に、雨の夜、恋人を待つ女性の姿が描かれている[7]。
  - 元々、早川英梨のアルバム『CITY』（1981年8月25日リリース）に「罪な雨 〜so sad rain」というタイトルで収録された楽曲で、倉橋ルイ子は1983年9月にシングル曲としてリリースしている。
  - 「すべて霧の中」同様、12ビートのロックバラードで、4小節を一気に歌う箇所があり、来生はレコーディングで苦労したという。そのため、リリース当時のコンサートツアーのセットリストにも入れなかったことを吐露している[5]。
4. シルエット（4：04）
作詞：来生えつこ ／ 作曲：来生たかお ／ 編曲：Bernard ARCADIO
  - 伊東ゆかりのアルバム『Yukari あなたの隣りに』（1978年10月25日リリース）に収録されている。
  - サラサーテの「ツィゴイネルワイゼン」をヒントにした楽曲で、来生自身も気に入っているという。また、伊東には多くの楽曲を提供しており、本アルバムの選曲において悩んだとも述べている[5]。
5. 出会えてよかった（4：55）
作詞：来生えつこ ／ 作曲：来生たかお ／ 編曲：Bernard ARCADIO & 星勝
  - ギルバート・オサリバンとの共作シングル（第26弾オリジナル・シングル）で、ギルバート・オサリバンが英詞を付けて歌ったヴァージョンは「What A Way（To Show I Love You）」というタイトルが冠されている。2010年現在、オサリバンが他の作曲家と共作してリリースした唯一の作品である。
  - 音楽の道へ進む大きなきっかけとなったオサリバンへの楽曲提供が実現した来生は、驚きと喜びに打ち震え、自身の音楽人生において空前の感動であると語っている[5]。
  - 本アルバムに収録されているものはシングル版とはミックスが異なり、エンディングが長い。

## 参加ミュージシャン
- Drum：Andre Ceccarelli、小田原豊（10）
- Bass：Philippe Chayeb、Masayuki Suzuki（10）
- Guitar：Jean Claude Chanavat、Raymond Gimehes、土方隆之（10）
- Keyboards：Gilles Gambus、Bernard Arcadio、松田真人（10）
- Percussion：Gilles Gambus、ペッカー（10）
- Flugel Horn：Eric Giausserard
- Violin：Alain Kouznetzoff、Jean Gannet、Chantal Vienet、Paul Toscano、Victor Krasnoff、Jacques Charrier、Frederic Laroque、Christian Tetard、Pierre Bachialoni、Daniel Dato、Philippe Pouvereau、Stephane Henoch
- Viola：Remi Brey、Michel Varron、Michel Renard、Gerard Massias
- Cello：Hubert Varron、Jean Lamy、Michel Lacrouts、Florence Wilson

## 参加スタッフ
- Exective Producers：多賀英典
- Directors：本間一泰、高橋良一
- Assistant Director：加瀬丈裕
- Recording Engineers：Christophe Dubois、清水高志（Mix）
- Mixing Engineer：Dominque Poncet
- Assistant Engineers：Marc Vielfaure、Junichiro Hata（Mix）
- Mastering Engineer：高城賢（Mix）
- Artist Manager：竹脇隆
- Public Relation：Shigenori Hashiba
- Art Director：永井裕明（N.G.Inc.）
- Designer：Kyoko Iida（N.G.Inc.）
- Cover Aritist：山本容子
- Photographer：Katsuhiro Ichikawa
- Stylist：Hiromi Hase
- Hair & Make-Up：Chisako Ohira（masculin）
- Production Supervisers：Valertin Coupeau（VAL Productions）、宗像和男
- Recording Co-ordination：VAL Productions
- Special Thanks To Cyiyo Sagae（for her excellent translation）、Anne Molloy（VAL Productions）、Hideaki Takezawa、Ryo Takagi、Junko Nakamura（東芝EMIミュージック）、Hiro kadoma（東芝EMI）、Mikiko Hayashi、Yumi Hayakawa